# Pontével
Pontével es una freguesia portuguesa del concelho de Cartaxo, con 29,39 km² de superficie y 4.399 habitantes (2001). Su densidad de población es de 149,7 hab/km².